# Rhynchospora fusca
Rhynchospora fusca là loài thực vật có hoa trong họ Cói. Loài này được (L.) W.T.Aiton miêu tả khoa học đầu tiên năm 1810.

## Hình ảnh

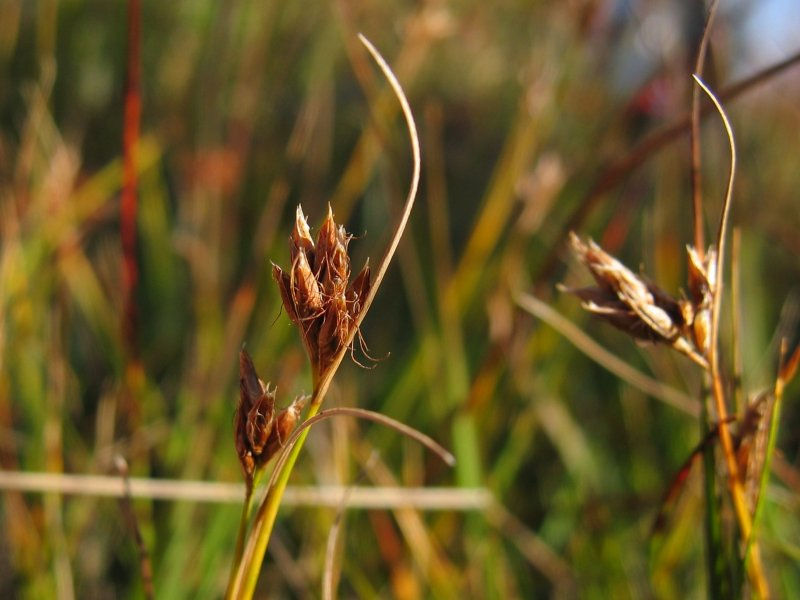
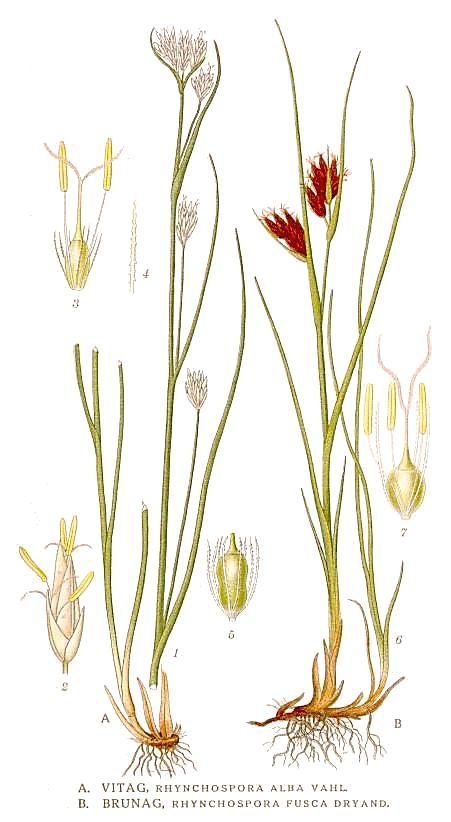
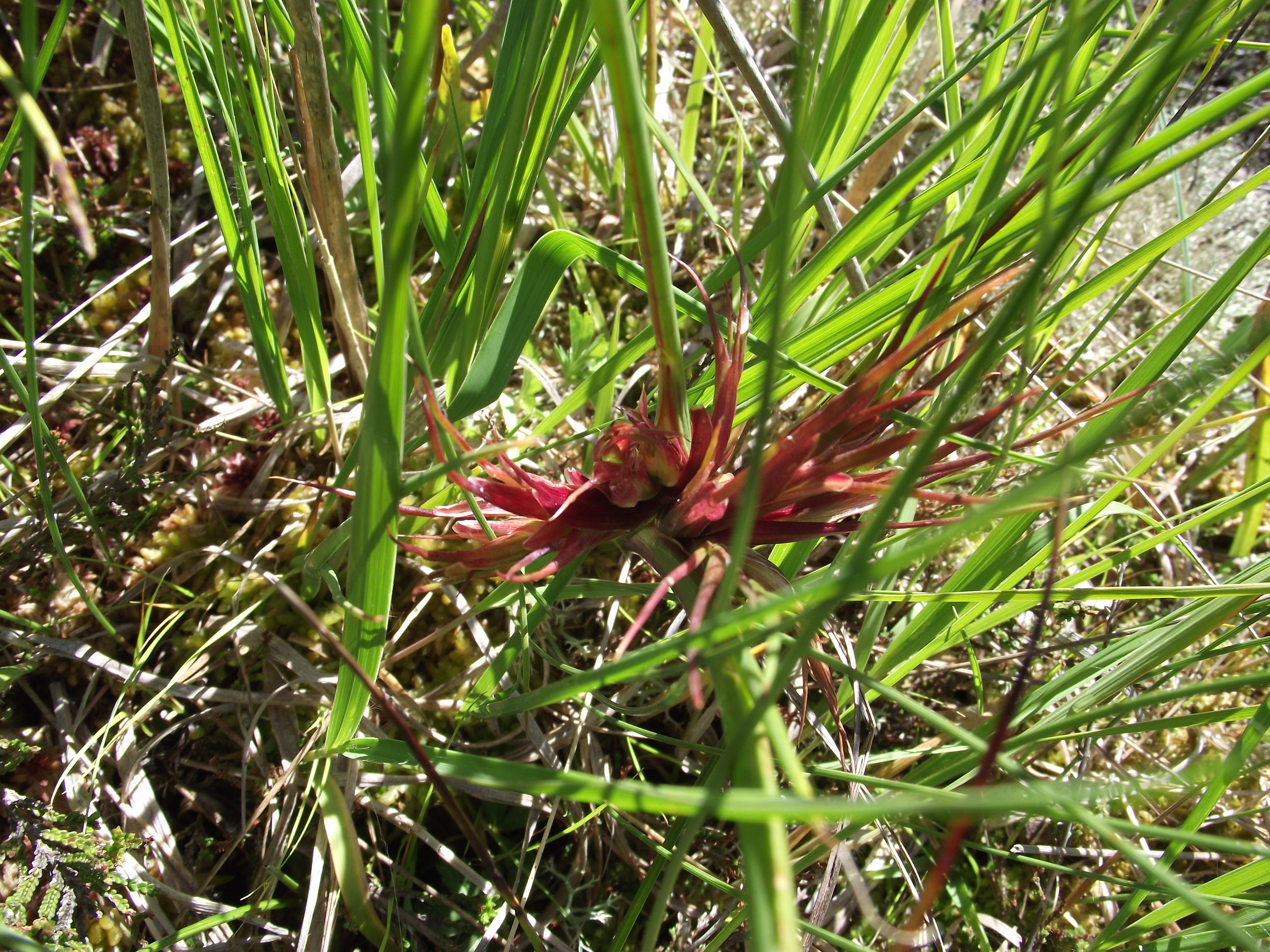
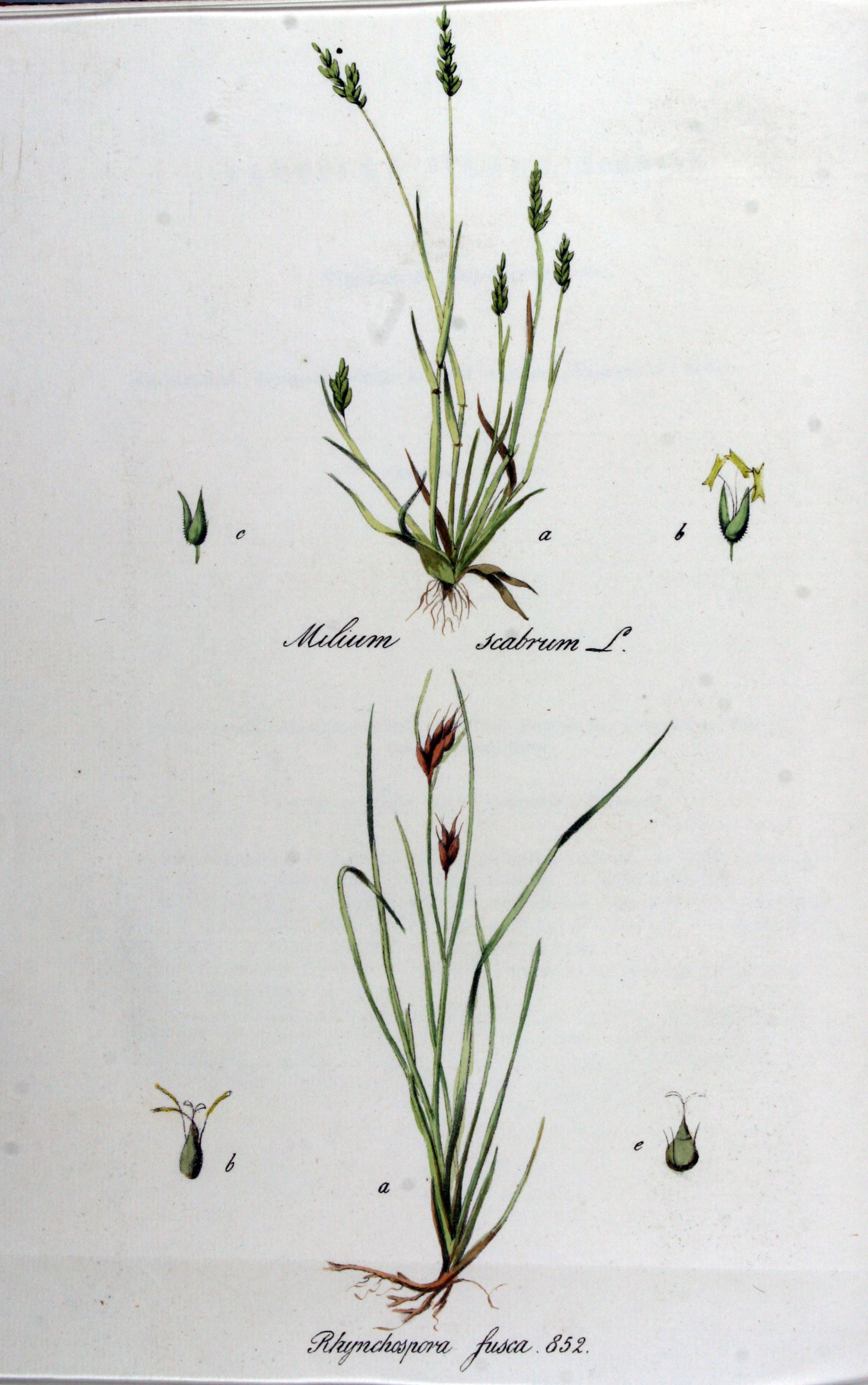